# Ophioplinthus carinata
Ophioplinthus carinata är en ormstjärneart som först beskrevs av Studer 1876.  Ophioplinthus carinata ingår i släktet Ophioplinthus och familjen fransormstjärnor. Inga underarter finns listade i Catalogue of Life.